# La Chaîne parlementaire
Ne doit pas être confondu avec LCP - Assemblée nationale.
Pour les articles homonymes, voir LCP.
La Chaîne parlementaire ou simplement LCP est un réseau de télévision constitué entre deux chaînes publiques nationales françaises. Créé conjointement en décembre 1999 par l'Assemblée nationale et par le Sénat, il a pour mission de rendre compte de l'activité des deux institutions nationales. LCP est exploité par deux sociétés de programmes distinctes et indépendantes, produisant et retransmettant chacune leur propre chaîne parlementaire : LCP - Assemblée nationale, et Public Sénat, se partageant le temps d'antenne uniquement sur la TNT nationale.
LCP est librement accessible en France métropolitaine, principalement sur la TNT, mais aussi sur le câble, le satellite, et l'ADSL.
Les deux chaînes parlementaires diffusées sur le canal relevant de la responsabilité des assemblées d'élus, elles ne sont donc pas sous contrôle de l'Arcom, à l'instar de la chaîne franco-allemande Arte.

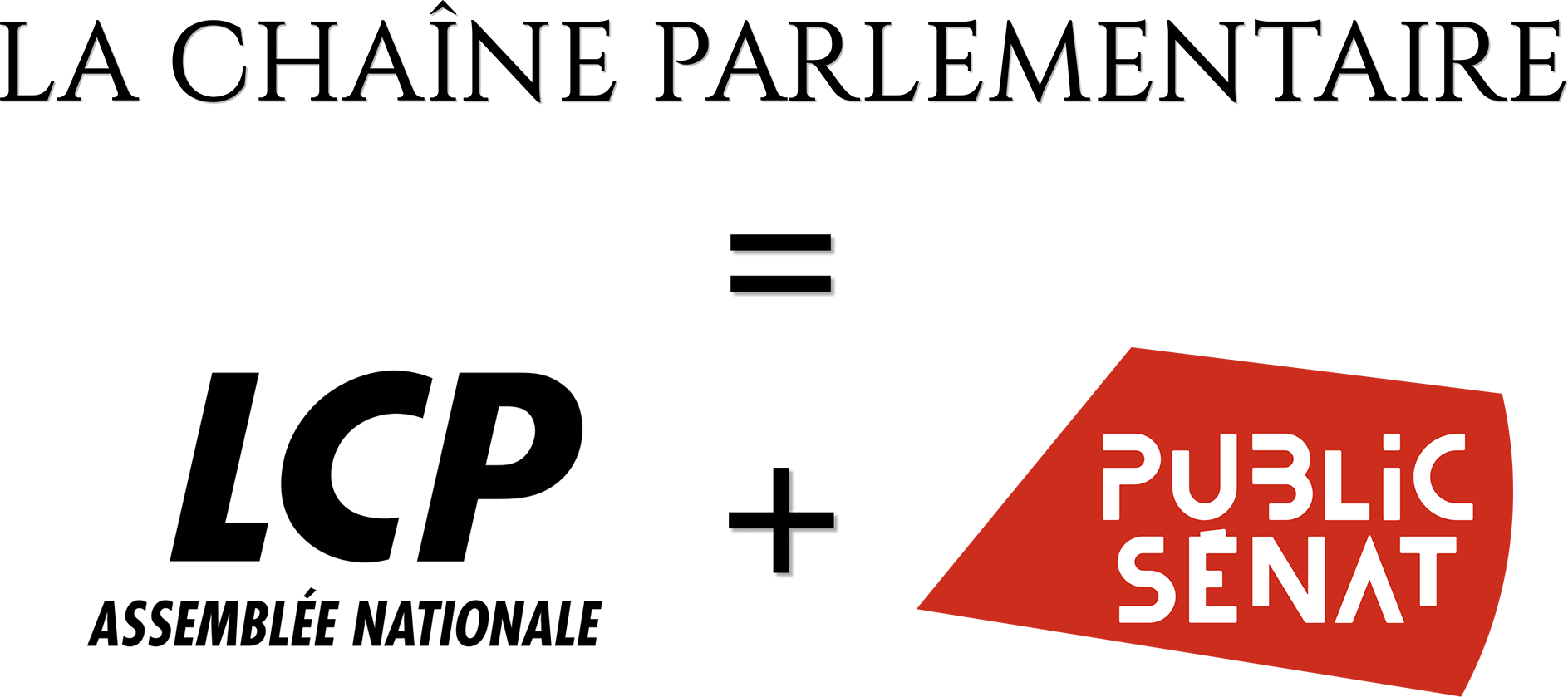
La Chaîne parlementaire regroupe deux sociétés de programmes distinctes et indépendantes.

## Historique
En octobre 1993, l'Assemblée nationale française se dote d'un canal interne de télévision baptisé Canal Assemblée nationale retransmettant les séances et commissions de la Chambre pour les députés retenus dans leurs bureaux et ne pouvant y assister.
Cette chaîne, qui n'émet que quelques heures par jour, est reprise en canal à temps partiel sur le câble parisien. À partir d'avril 1996, le Sénat vient occuper les créneaux horaires vacants du canal en retransmettant ses propres séances et travaux. Canal Assemblée nationale devient alors Canal Assemblées, première étape dans la réalisation d'une chaîne commune parlementaire.
La Chaîne parlementaire (LCP) est officiellement créée par la loi du 30 décembre 1999, qui modifie la loi Léotard du 30 septembre 1986. Elle vise à doter la France d'un organe similaire à la BBC Parliament au Royaume-Uni ou à Chamber TV au Luxembourg, capable de rendre compte en direct de l'activité parlementaire, au-delà des fenêtres de diffusion bihebdomadaires des mardis et mercredis après-midi sur France 3.
La société de programme LCP-AN lance sa chaîne du même nom le 21 mars 2000 à 8 h 30. Elle est par la suite rejointe le 25 avril 2000 par son homologue du Sénat, Public Sénat, les deux assemblées se partageant alors le même canal de diffusion sur le câble et le satellite. Les deux sociétés de programme constituant le canal sont autonomes et alternent 24 heures sur 24 selon des tranches horaires prédéterminées.
Le 31 mars 2005, LCP commence à émettre sur le canal 13 du bouquet gratuit de la TNT, élargissant ainsi considérablement son public potentiel. En tant que chaîne publique, le Conseil supérieur de l'audiovisuel lui attribue d'office un canal national sur la TNT.
Le 6 juin 2025, dans le cadre de la nouvelle numérotation des chaînes de la TNT choisie par l'Arcom, LCP commencera à émettre sur le canal 8, anciennement alloué à C8. Le canal 13 sera réaffecté à BFM TV.

### Identité visuelle (logo)

Logo de Canal Assemblée nationale de 1993 à 1996.
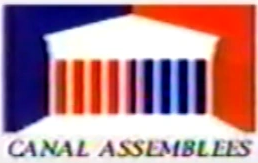
Logo de Canal Assemblées de 1996 à 1999.
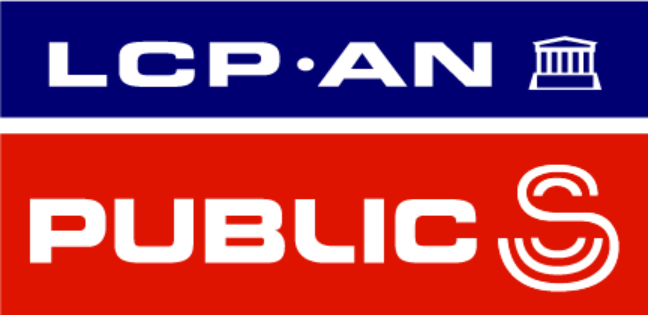
Logo de 2000 à 2002.
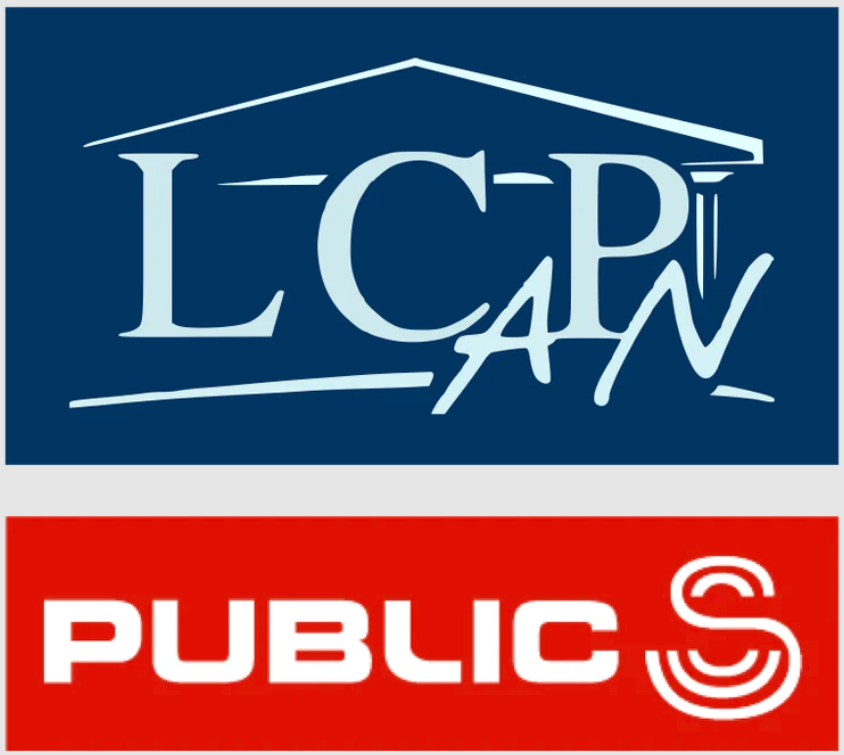
Logo de 2002 à 2005.
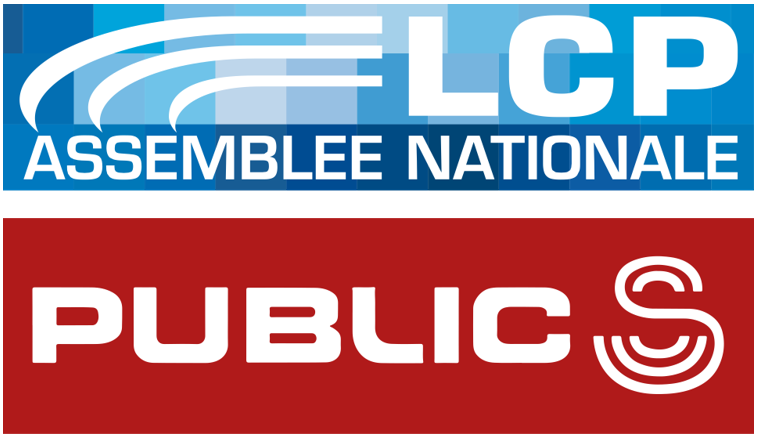
Logo de 2005 à 2006.
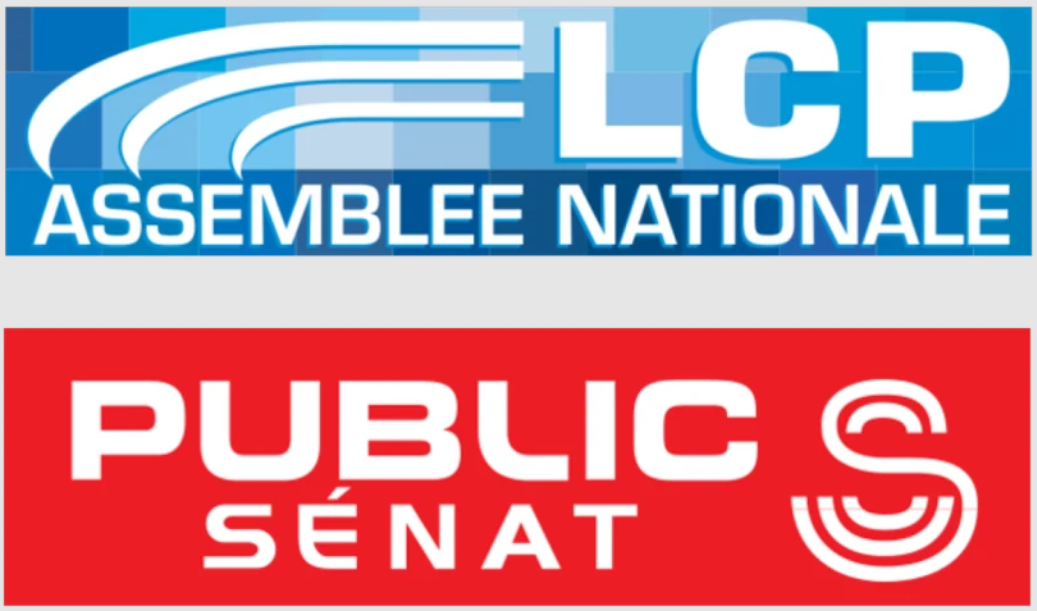
Logo de 2006 à 2007.
Logo de 2008 au 11 janvier 2010.
Logo du 11 janvier 2010 au 12 septembre 2016.
Logo du 12 septembre 2016 au 16 septembre 2019.
Logo du 16 au 30 septembre 2019.
Logo depuis le 30 septembre 2019.

### Mission
LCP « remplit une mission de service public, d'information et de formation des citoyens à la vie publique, par des programmes parlementaires, éducatifs et civiques ».

## Programmes
LCP propose les séances de l'Assemblée et du Sénat en direct ou en différé, des magazines politiques quotidiens, des journaux d'information, des reportages, des portraits, et aussi des événements politiques nationaux ou internationaux retransmis en direct.
Elle a gagné en visibilité en retransmettant en direct l'audition du juge Burgaud par une commission parlementaire à la suite de l'échec du procès d'Outreau, et en diffusant trois débats entre les candidats à la candidature socialiste à l'élection présidentielle française de 2007 courant novembre 2006.
Pour augmenter son audience elle a fait intervenir des vedettes comme Claire Chazal le vendredi sur Public Sénat.

## Diffusion
LCP est diffusée sur le canal 13 de la TNT en France métropolitaine (par l'Arcom jusqu'au 5 juin 2025).
À partir du 6 juin 2025, LCP sera diffusée sur le canal 8 de la TNT en France métropolitaine.
Elle est également émise en clair depuis les satellites Eutelsat 5 West B (bouquet Fransat) et Astra 1 (bouquet TNT Sat). En revanche, elle est cryptée et payante depuis le satellite Hot Bird dans l'offre ex-TPS / Canalsat et dans BIS TV.
Depuis décembre 2007 pour LCP-AN et janvier 2008 pour Public Sénat, les deux chaînes disposent également d'une programmation 24 heures sur 24 sur leur site Internet respectif ainsi que sur certains bouquets IPTV. Les versions 24 h/24 ne sont en revanche pas reprises sur la TNT, qui conserve le partage du temps d'antenne entre les deux chaînes parlementaires.

## Cadre légal
L'article 45-3 de la loi Léotard du 30 septembre 1986, créé par l'article 3 de la loi du 30 décembre 1999 et modifié plusieurs fois depuis, oblige tout distributeur de services sur un réseau n'utilisant pas de canal terrestre concédé par le CSA (câble, satellite et ADSL) à diffuser, en clair et à ses frais, les programmes et les services interactifs associés de LCP.
LCP-AN et Public Sénat ne sont pas soumises au contrôle du CSA (elles sont les seules avec Arte à ne pas en dépendre en France), mais au contrôle juridique, budgétaire et financier par les assemblées respectives et par leurs propres instances de contrôle existantes comme la Cour des comptes, selon les procédures réglementaires qui leur sont applicables.

## Critiques
La Chaîne parlementaire est critiquée pour le surcoût que représentent deux chaînes de télévision et pour son audience faible.